# Karine Beauchard
Karine Beauchard (27 de novembro de 1978) é uma matemática francesa, conhecida pela sua pesquisa em teoria de controle. É professora universitária na École normale supérieure de Rennes e foi professora Peccot do Collège de France em 2007–2008.

## Educação e carreira
De 1999 a 2003, Beauchard estudou na École normale supérieure Cachan. Ela ganhou a sua agrégation em 2002 e obteve um mestrado de estudos avançados em análise numérica em 2003 pela Universidade Pierre e Marie Curie. Ela completou o doutoramento em 2005 na Universidade Paris-Sul; a sua dissertação, Contribution à l'étude de la contrôlabilité et la Stabilization de l'équation de Schrödinger, foi dirigida por Jean-Michel Coron. Ela obteve uma habilitação em 2010 em Cachan, com uma tese de habilitação em Analise et contrôle de quelques équations aux dérivées partielles.
Ela trabalhou na Cachan de 2005 a 2006 e como chargée de recherche do CNRS de 2006 a 2014, altura em que assumiu o cargo de professora em Rennes.

## Reconhecimento
Beauchard foi Peccot Lecturer do Collège de France em 2007-2008, dando um curso sobre o controle das equações de Schrödinger. Em 2017 ela ganhou o Prémio Michel-Monpetit da Academia Francesa de Ciências. Em 2018 ela se tornou membro júnior do Institut Universitaire de France.